# Домой (роман)
«Домой, или Погоня. Морская история» (англ. Homeward Bound; or The Chase: A Tale of the Sea, в первом переводе на русский язык — «Американский пакетбот „Монтаук“») — роман американского писателя Джеймса Фенимора Купера, опубликованный в 1838 году. Первая часть дилогии, продолжением которой стал роман «Дома».
Действие романа происходит главным образом на море. Двое братьев-американцев, Эдуард и Джон Эффингхемы (сыновья Элизабет Темпл из «Пионеров»), возвращаются вместе с дочерью Эдуарда Евой из Англии в США на борту почтово-пассажирского корабля «Монток». За «Монтоком» гонится английский корвет, капитан которого хочет задержать одного из пассажиров. На борту корабля разворачиваются разнообразные интриги. В американском порту корвет, наконец, настигает «Монтока», и все противоречия разрешаются.

## Создание и оценки
Изначально Купер хотел назвать свой очередной роман «Домой, или Дела, как они есть», позже — «Домой, или На море и на суше». Однако в ходе работы он решил вместо одной книги создать дилогию, действие первой части которой («Домой, или Погоня») будет происходить на море, а второй («Дома») — на суше. Роман «Домой» увидел свет в мае 1838 года в Лондоне и в августе — в Филадельфии. В предисловии автор уточнил, что хотел «показать нынешнее положение дел в обществе Соединенных Штатов через группу действующих лиц, каждое со своими особенностями, которые только что прибыли из Европы и для которых отличительные особенности страны проявятся более выпукло и ярко, чем для тех, кто никогда не уходил из-под их влияния». При этом герои-американцы получились почти исключительно людьми вульгарными и меркантильными.
В американской прессе и этот роман, и его продолжение восприняли с откровенной враждебностью. Их критиковали как скучное чтение с неубедительными, «глупыми и абсурдными» героями. Один из рецензентов заявил, что Купер «не умеет создавать характеры. За двумя-тремя исключениями все его персонажи — просто деревянные манекены, не имеющие ничего общего с жизнью». Звучащую в книге критику американского национального характера общество восприняло как клевету.